# Lamothe-Goas
Lamothe-Goas é uma comuna francesa na região administrativa da Occitânia, no departamento de Gers. Estende-se por uma área de 7.18 km², e possui 78 habitantes, segundo o censo de 2018, com uma densidade de 11 hab/km².